# North Fork Brewery
North Fork Brewery je pivovar, pizzerie a oddávací kaple na silnici Washington State Route 542, jež je hlavní cestou k hoře Mount Baker, v městečku Deming v americkém státě Washington. Kromě vaření ječmenového piva, indického světlého ale a dalších druhů ale v poměrně malém měřítku se společnost soustředí také na prodej pizzy, výstavu různých objektů spojených s pivem a na svatební obřady. V provozu je již od roku 1997 a mezi místními je znám jako „pivní svatyně“.